# Alfred Sirodot
Philippe Auguste Alfred Sirodot, né le 7 juillet 1831 à Gray et mort à Dijon le 28 novembre 1900  est un architecte français qui a bâti essentiellement à Dijon.

## Biographie
Alfred Sirodot, architecte de la deuxième moitié du XIXe siècle, est le fils d'Auguste Sirodot également architecte né à Besançon et d'Antoinette Meyer. Né à Gray en 1831, son père Auguste Sirodot est alors architecte du palais de justice de la même ville entre 1833 et 1836 . Ce dernier construira par la suite leur maison sur un terrain acquis à Dijon en 1845 (les deux pavillons abritant les remises, bûchers et écuries sont toujours visibles aujourd'hui au no 4 de la rue Auguste Comte). Il est élève à l'école centrale des Arts et Manufactures de Paris, et sera diplômé en 1855. L'œuvre majeure d'Alfred Sirodot est la synagogue de Dijon.

## Œuvres

### Dijon
- Villa de style classique et baroque[6], située au no 4 ter cours Général-de-Gaulle, avec des travaux successifs entre 1867 et 1884[7].
- La synagogue de Dijon, de style néo-byzantin et située au no 5 rue de la synagogue, entre 1873 et 1879[8],[9].
- La Chambre et bourse de commerce située place du Théâtre, travaux d'aménagement de l'ancienne église Saint-Étienne, inauguration le 22 mai 1899 [10].

### Côte-d'Or
- Eglise paroissiale Saint-Martin d'Agey, avec son père Auguste Sirodot, entre 1858 et 1862[11].
- Le lavoir de Marey-sur-Tille, en 1888.
- Le lavoir de Barbirey-sur-Ouche, en 1866 [12].
- Le lavoir de Bouhey, entre 1862 et 1897 [13].
- Restauration de l'église paroissiale de la Nativité d'Éguilly , entre 1867 et 1869[14].
- Reconstruction du clocher de l'église paroissiale Saint-Martin de Barbirey-sur-Ouche, en 1869 (son père Auguste avait allongé la nef en 1847)[15].

## Projets non réalisés
- Maison-école de Civry-en-Montagne, en 1850[16].
- Construction d'une nouvelle église en blocs de ciment à Pouilly-en-Auxois, en 1858[17].

## Galerie

### Dijon

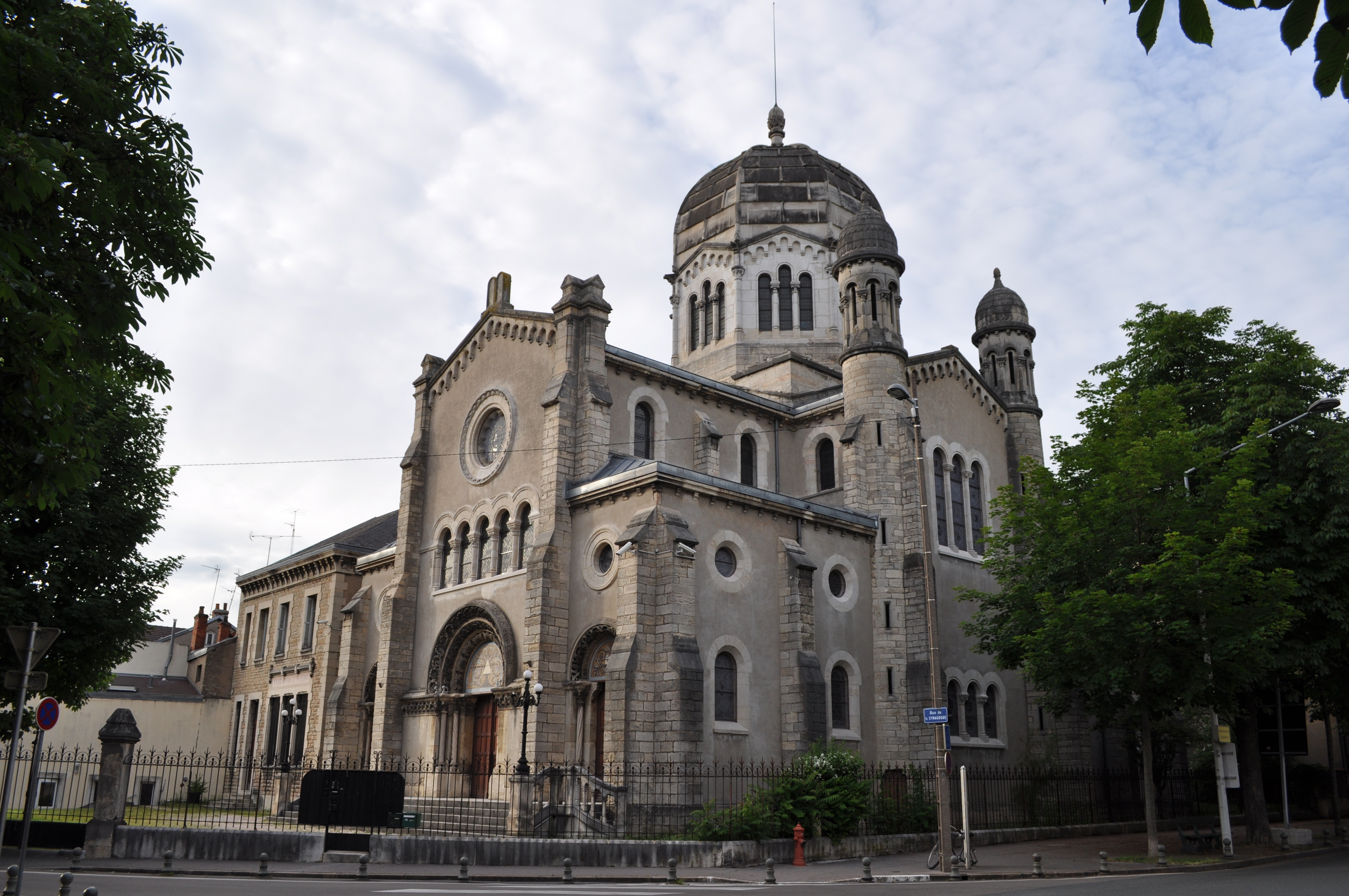
synagogue de Dijon
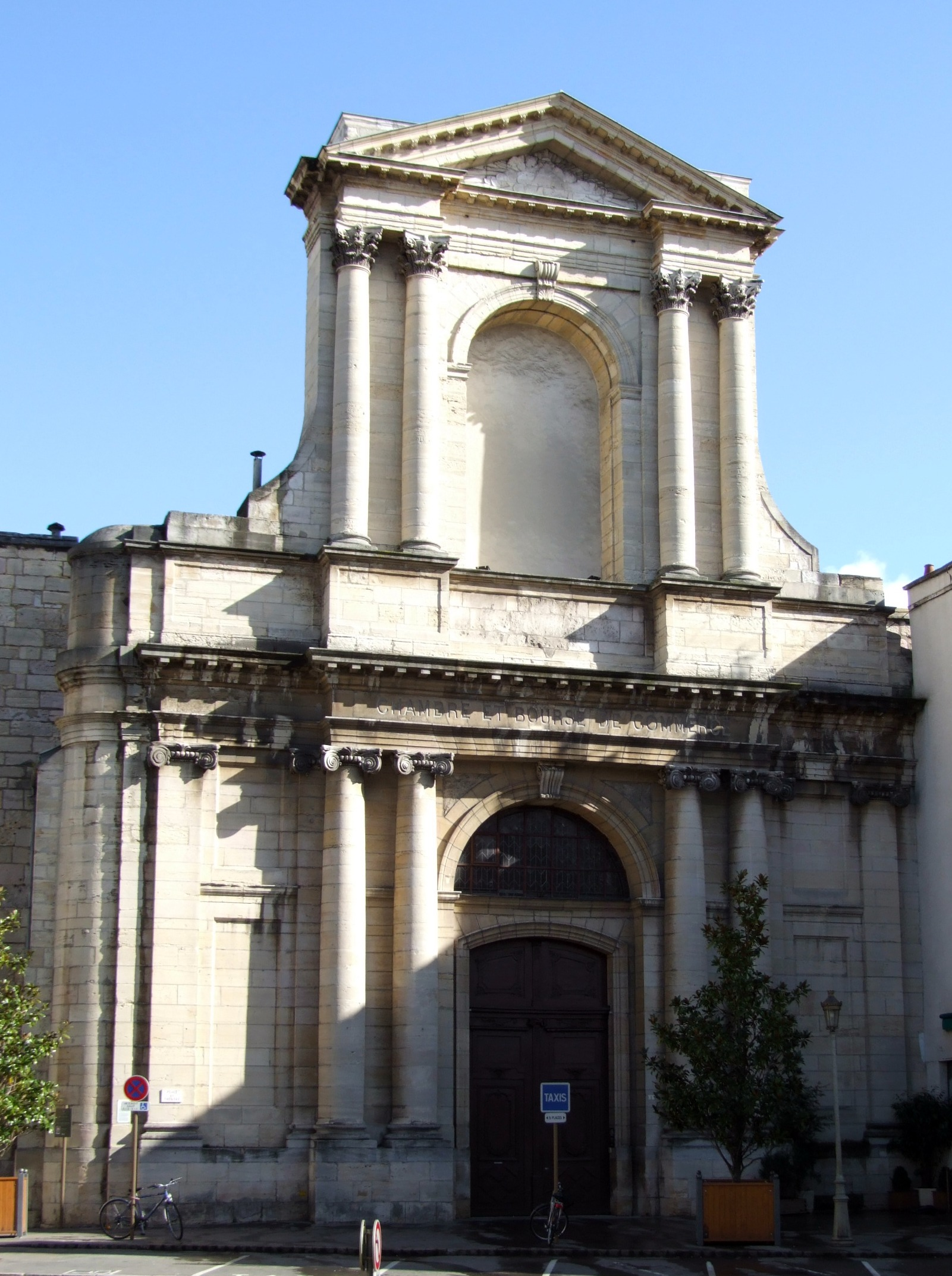
L'ancienne Chambre et bourse de commerce

### Côte-d'Or

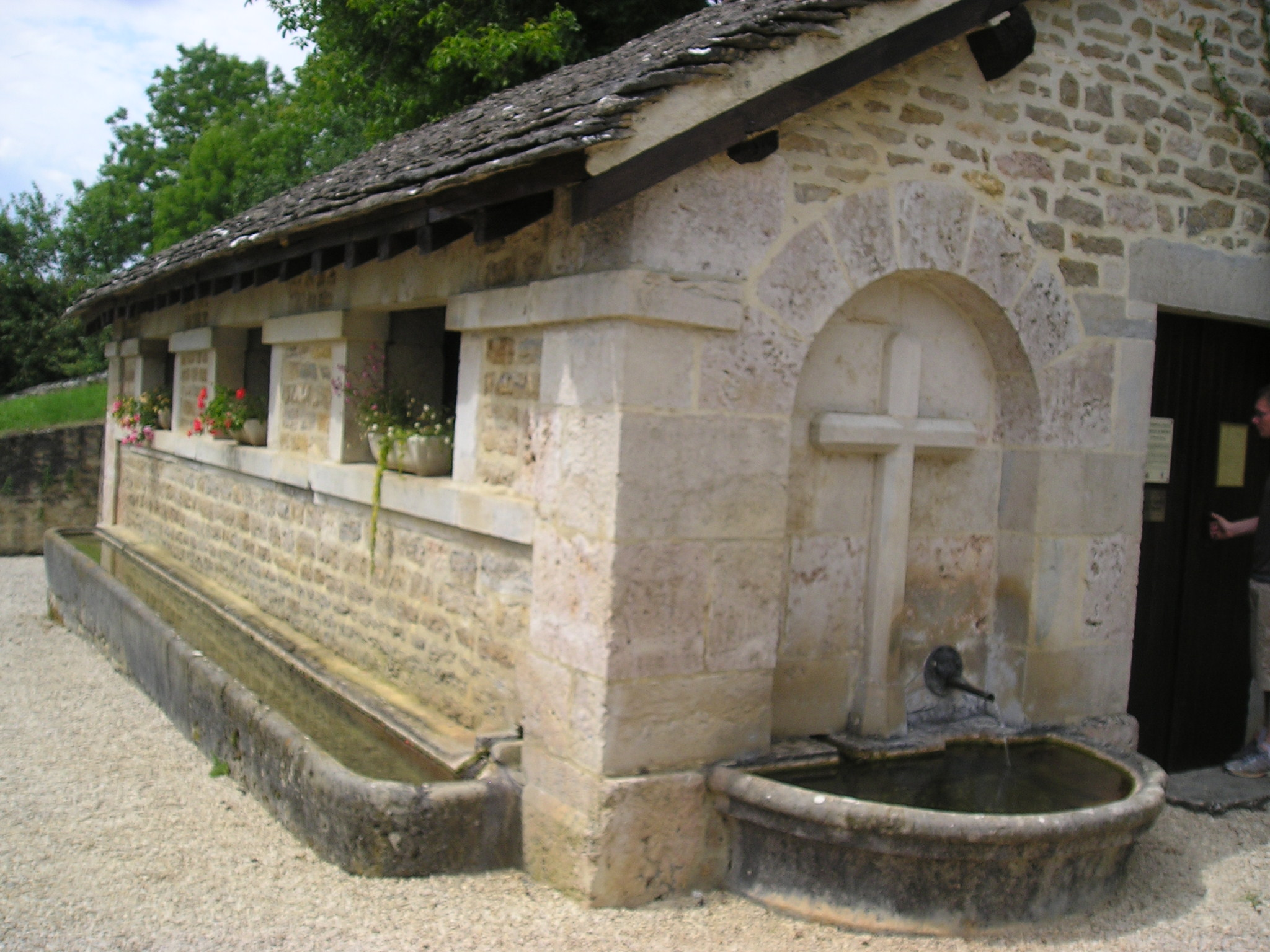
Le lavoir de Bouhey
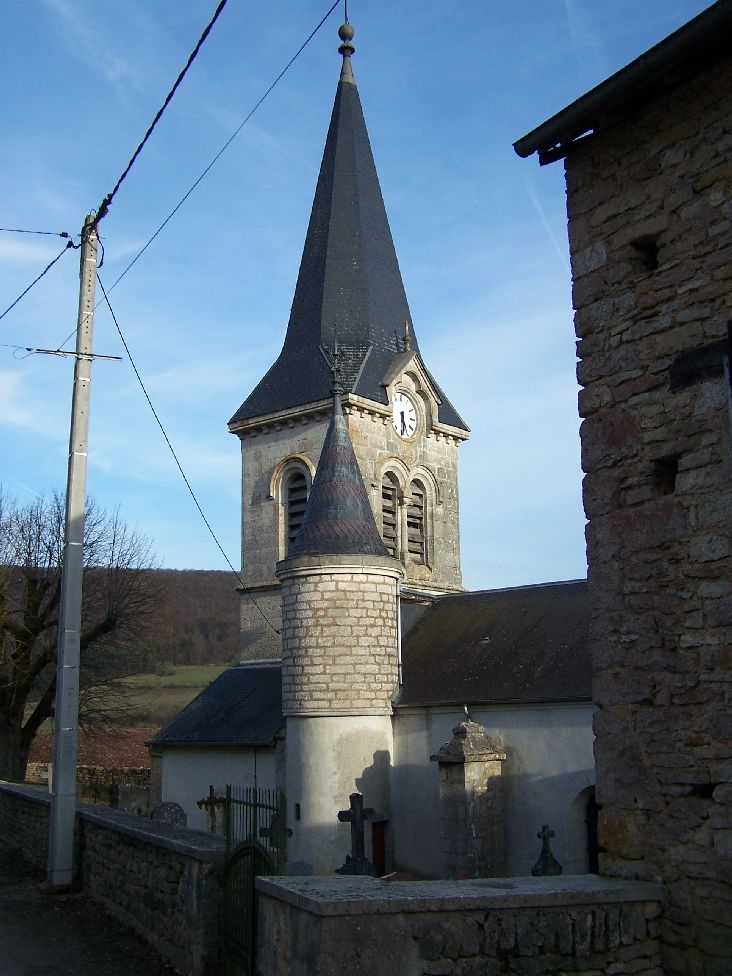
l'église de Barbirey-sur-Ouche